# بارامو

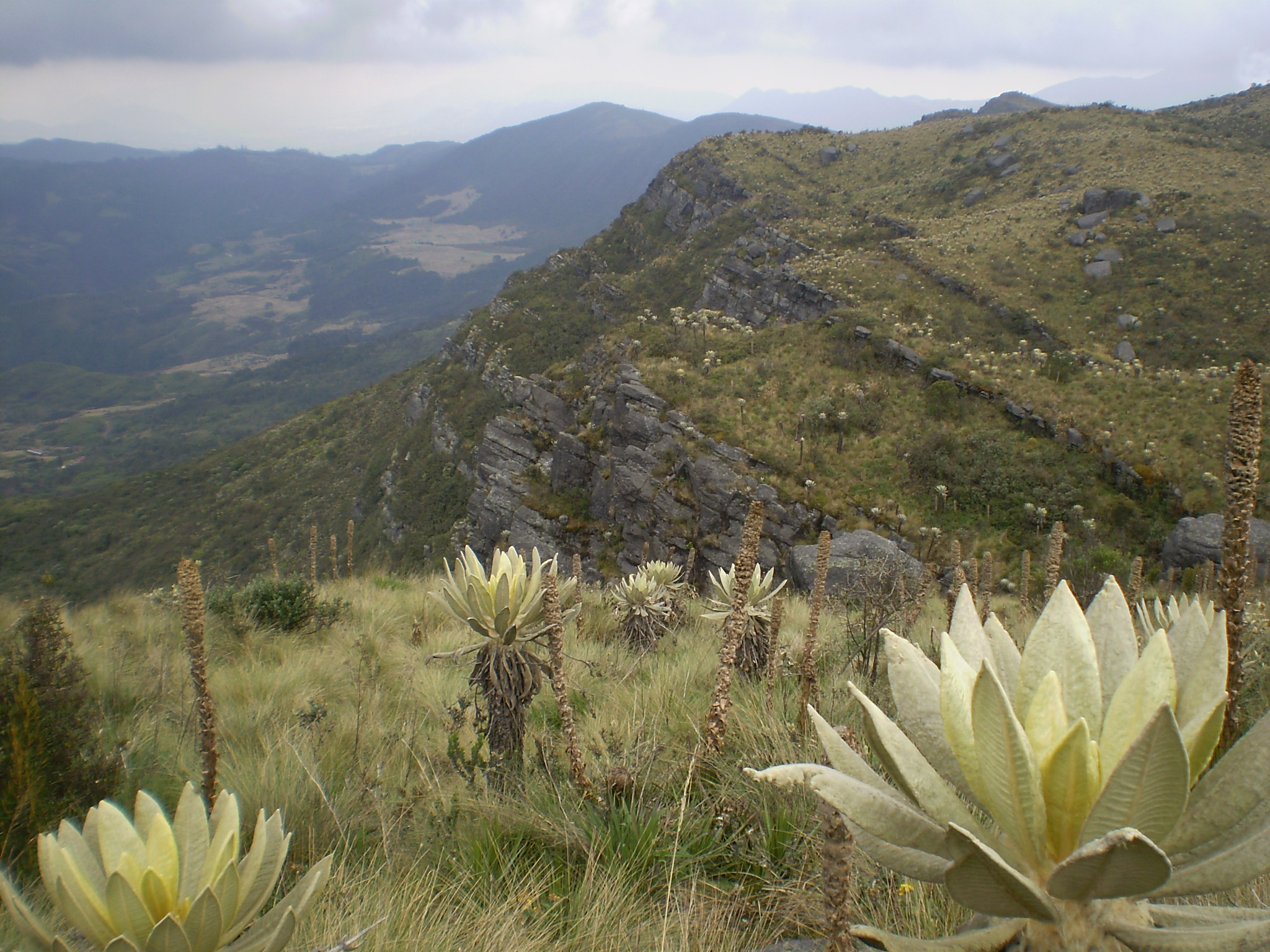
منطقة البارامو في كولومبيا.

بارامو مصطلح يشير إلى الأنظمة البيئية المتنوعة في منطقة التندرا بجبال الألب، يصف بعض علماء الإيكولوجيا هذا المصطلح بأنه يشمل كل الغطاء النباتي الجبلي المداري، وبشكل أكثر تحديداً، يشير هذا المصطلح إلى المناطق الواقعة في شمال الإنديز بأمريكا الجنوبية والمناطق المتاخمة لجنوب أمريكا الوسطى.